# Кононовский сельсовет
Ко́ноновский сельсове́т — муниципальное образование со статусом сельского поселения в Сухобузимском районе Красноярского края России.
Административный центр — посёлок Кононово.

## Население
| 2010 | 2012  | 2013  | 2014  | 2015  | 2016  | 2017  |
| ---- | ----- | ----- | ----- | ----- | ----- | ----- |
| 1468 | ↘1467 | ↗1472 | ↗1496 | ↘1489 | ↘1480 | ↘1452 |

## Состав сельского поселения
| Название       | Статус  | Население | Расстояние от районного центра, км | Расстояние от центра сельского поселения, км | ОКТМО          | Координаты                      |
| -------------- | ------- | --------- | ---------------------------------- | -------------------------------------------- | -------------- | ------------------------------- |
| Кононово       | посёлок | 937       | 42                                 | адм. центр                                   | 04 651 410 101 | 56°30′25″ с. ш. 93°43′00″ в. д. |
| Большой Балчуг | село    | 128       | 42                                 | 6                                            | 04 651 410 106 | 56°27′15″ с. ш. 93°42′45″ в. д. |
| Подпорог       | деревня | 5         | 66                                 | 14                                           | 04 651 410 111 | 56°27′33″ с. ш. 93°53′41″ в. д. |
| Усть-Кан       | село    | 26        | 47                                 | 5                                            | 04 651 410 116 | 56°30′48″ с. ш. 93°48′12″ в. д. |
| Хлоптуново     | село    | 372       | 36                                 | 6                                            | 04 651 410 121 | 56°28′05″ с. ш. 93°38′53″ в. д. |

## Местное самоуправление
Глава муниципального образования — Воскобойник Наталья Генриховна, избрана 08 ноября 2009 года, срок полномочий — 5 лет. Адрес администрации: 663044, Сухобузимский район, п.Кононово, ул.Транспортная, 3 
телефон: +7 (39199) 3-65-16.